# Rāhui
Rāhui eine spezielle Form von Tapu in der Kultur der Māori Neuseelands, die den Zugang zu einem Gebiet oder die Nutzung eines Gebietes oder einer Ressource durch nicht berechtigte Personen beschränkt.
Nach dem Fisheries Act 1996 kann ein Rāhui auch vom Ministerium für Fischerei verhängt werden. Auf den Cook Islands wird das System Raui genannt und durch den National Environment Service erlassen.

## Gründe
Rāhui können aus verschiedenen Gründen erlassen werden, darunter die Erhaltung von Nahrungsquellen oder weil das Gebiet – beispielsweise aufgrund kürzlicher Todesfälle – als „Tapu“ angesehen wird. Bei Todesfällen erfolgt dies aus Respekt vor den Toten und um das Gewinnen von (potenziell von den Körpern der Toten stammender) Lebewesen für eine bestimmte Zeit zu verhindern. Rāhui können für Land, Meeresgebiete, Flüsse, Wälder, Gärten; Fischgründe und andere Nahrungsressourcen gelten. Ein Rāhui erhält seine Geltung aus dem Mana der Person oder Gruppe, die es verhängt.
Ein bestimmtes Gebiet kann für eine bestimmte Nutzung vorbehalten werden, bestimmte Bäume für eine spätere Verwendung für Schnitzereien. Bestimmte Flachsbüsche können reserviert werden, um später den Mantel eines Häuptlings daraus zu flechten. Gebiete können durch ein Rāhui auch ganz von der Nutzung ausgenommen und sich dadurch regenerieren.
Der Brauch der Rāhui ist heute noch vorhanden. Obwohl gesetzliche Verbote zum Sammeln von Nahrungsmitteln aus Umweltschutzgründen Ähnlichkeiten haben, werden solche Verbote des Sammelns von Meeresfrüchten und/oder der Jagd auf heimische Vögel von Māori oft als Eingriff in ihre Gewohnheitsrechte angesehen.

## Kennzeichnung
Ein Rāhui kann durch ein Symbol wie einen geschnitzten oder verzierten Pfahl im Boden angezeigt werden. Natürliche Landmarken können die Grenzen des Gebietes bilden. Zusätzlich werden die in der Gegend lebenden Menschen über ein Rāhui informiert.